# 브라질나무쥐
브라질나무쥐(Rhagomys rufescens)는 비단털쥐과에 속하는 남아메리카 설치류이다. 브라질 남동부의 대서양림에서 발견되며, 대나무 덤불 숲에 가깝기도 한다. 털 속에 가시털이 없어서 브라질나무쥐속에 속하는 나머지 유일종 긴혀나무쥐와 구별된다. 이전에 100년 이상 관찰되지 않아서 멸종된 것으로 간주했던 종이 이후에 4개 지역에서 관찰되었다. 그러나 어디에서도 흔하지 않고, 모든 지역에서 산림의 파편화가 진행되고 있으며 브라질나무쥐의 생존이 위협받고 있다. 이 때문에 국제 자연 보전 연맹(IUCN)이 보전 등급을 "취약근접종"으로 분류하고 있다.